# تجارة الرقيق السويدية
حدثت تجارة الرقيق السويدية بشكل رئيسي في التاريخ المبكر للسويد عندما كانت تجارة الثرال (عبد إسكندنافي) (اللغة النوردية القديمة: þræll) إحدى ركائز الاقتصاد الإسكندنافي. أثناء الغارات، أسر الفايكنغ واستعبدوا في غالب الأحيان الشعوب الضعيفة عسكريًا التي واجهوها، لكنهم أخذوا معظم العبيد في غارات على الجزر البريطانية وأيرلندا والسلاف في أوروبا الشرقية. استمرت هذه الممارسة في القرن السادس حتى القرن الحادي عشر حتى ألغيت رسميًا في عام 1335. حدثت تجارة أصغر للعبيد الأفارقة خلال القرنين السابع عشر والثامن عشر، في الوقت الذي أنشِئت فيه مستعمرات ما وراء البحار السويدية في أمريكا الشمالية (1638) وفي أفريقيا (1650). بقيت هذه التجارة قانونية حتى عام 1813.
كانت الثرال من أوروبا الغربية بشكل رئيسي فرنجة وأنجلوسكسونيين وكلت. استُخدم العديد من العبيد الأيرلنديين في حملات استعمار آيسلندا. أخذ الإسكندنافيون أيضًا عبيدًا من البلطيق والسلاف واللاتينيين. احتفظ الفايكنغ ببعض العبيد كخدم وباعوا معظم الأسرى في الأسواق البيزنطية أو الإسلامية.[بحاجة لمصدر] كانت تجارة الرقيق إحدى ركائز الاقتصاد الإسكندنافي خلال القرن السادس حتى القرن الحادي عشر. وصف الرحالة الفارسي ابن رسته كيف قام الفايكنغ السويديون، الفارانجيون أو الروس، بإرهاب واستعباد السلافيين الذين أسروهم في غاراتهم على طول نهر الفولغا.
كان لدى باسيل الأول أكثر من 3000 عبد، ربما اشترى الروس بعضهم. باعت القبائل السويدية أيضًا العبيد لشعوب شرقية أخرى مثل العرب والفرس والجورجيين.
حُظرت العبودية عام 1335 من قبل ماغنوس الرابع السويدي للثرال المولود لأبوين مسيحيين في فستريوتلاند وفيريند، حيث كانت هي الأجزاء الأخيرة التي بقيت فيها قانونية. ومع ذلك، كان هذا قابلًا للتطبيق داخل حدود السويد فقط، التي فتحت لاحقًا لتجارة الرقيق في المستعمرات.
في القرن السابع عشر، بدأ تجار الرقيق السويديون بالانخراط في تجارة الرقيق عبر المحيط الأطلسي. بين عامي 1784 و1878، احتفظت السويد بحفنة من المستعمرات في منطقة البحر الكاريبي. عملت مستعمرة سان بارتيلمي السويدية كميناء معفى من الرسوم الجمركية وأصبحت مركزًا رئيسيًا لوجهة سفن العبيد. جُلب العبيد دون ضرائب من قبل السفن الأجنبية وحقق التاج السويدي ربحًا من خلال تحصيل ضريبة التصدير عندما شُحن العبيد إلى الخارج. كانت السويد أيضًا موردًا رئيسيًا لسلاسل الحديد المستخدمة في تجارة الرقيق. في أوائل القرن التاسع عشر، وقعت السويد معاهدات مع المملكة المتحدة وفرنسا لإلغاء تجارة الرقيق.
في عام 1847، ألغيت العبودية في جميع أنحاء السويد، بما في ذلك مستعمراتها، على أساس قرار اتخذ عام 1846. شُرِّعت العبودية في سان بارتيلمي بموجب المرسوم المتعلق بشرطة العبيد والملونين الأحرار بتاريخ 30 يوليو 1787، الأصل بالفرنسية بتاريخ 30 يونيو 1787. اشتُري آخر العبيد المملوكين بشكل قانوني في مستعمرة سان بارتيلمي السويدية وحُرروا من قبل الدولة السويدية في 9 أكتوبر 1847.

## محطات التجارة في أفريقيا
في عام 1650، أنشأت السويد محطات تجارية على طول ساحل غرب أفريقيا، مع قواعد في منطقة تسمى ساحل الذهب السويدي والتي كانت فيما بعد جزءًا من ساحل الذهب لغرب أفريقيا، التي أصبحت اليوم جزءًا من غانا. كانت السويد والدنمارك تتنافسان على أدوار كقوى إقليمية خلال تلك الفترة، وتبع الدنماركيون السويديين إلى أفريقيا، وأنشأوا محطات بعد ذلك بعامين. في عام 1663، استولت القوة الاستعمارية الدنماركية على الساحل الذهبي السويدي وأصبحت جزءًا من ساحل الذهب الدنماركي. لا توجد وثائق تاريخية تُظهر أن العبيد قد توجر بهم في أي وقت مضى في محطات التجارة خلال فترة السيطرة السويدية لمدة 13 عامًا، لكن يُفترض أن يكون هذا الكلام صحيحًا.
عادت محطات التجارة السويدية إلى الظهور في القرن الثامن عشر، عندما أسست السويد وجودًا استعماريًا في الكاريبي.

## تجارة الرقيق خلال حكم الملك غوستاف الثالث
في عام 1771، أصبح غوستاف الثالث ملكًا على عرش السويد. أراد أن تعيد السويد تأسيس نفسها كقوة عظمى أوروبية. كانت المستعمرات في الخارج رمزًا للقوة والمكانة في ذلك الوقت، لذلك قرر الحصول على مستعمرات للسويد. تلقت الدنمارك عائدات كبيرة من مستعمراتها في جزر الهند الغربية، لذلك في عام 1784، استحوذ غوستاف على جزيرة سان بارتيلمي الغربية الهندية من فرنسا.

في 23 أغسطس 1784، أبلغ الملك مجلس الملكة الخاص أن السويد تمتلك الآن جزيرة في جزر الهند الغربية. كان هذا على ما يبدو بمثابة مفاجأة لكثير من أعضاء المجلس. جاء التقرير الأول بشأن الجزيرة من سيمون بيرارد، القنصل العام السويدي في لوريان، المدينة الوحيدة. أفاد أن:
«إنها (سان بارتليمي) جزيرة تافهة للغاية، دون موقع استراتيجي. إنها فقيرة جدًا وجافة، وعدد سكانها قليل جدًا. يُنتج الملح والقطن فقط هناك. يتكون جزء كبير من الجزيرة من صخور عقيمة. لا يوجد في الجزيرة مياه حلوة؛ جميع الآبار في الجزيرة تعطي مياهًا قليلة الملوحة فقط. يجب استيراد المياه من الجزر المجاورة. لا توجد طرق في أي مكان».
وفقا لبيرارد، لم تكن هناك إمكانية للزراعة بسبب التربة الفقيرة. كانت الميزة المرغوبة الوحيدة للجزيرة هي الميناء الجيد.
أوصى بيرارد بجعل الجزيرة ميناءً حرًا. في ذلك الوقت، واجهت فرنسا صعوبة في توفير عدد كافٍ من العبيد لمستعمراتها في المنطقة. حاولت السويد تصدير عدد معين من العبيد إلى المستعمرات الفرنسية في المنطقة كل عام.
عندما حققت سان بارتيلمي نجاحًا، تمكنت السويد لاحقًا من توسيع إمبراطوريتها الاستعمارية لتشمل المزيد من الجزر في المنطقة. علم غوستاف أيضًا أن الدول الرائدة في تجارة الرقيق في أوروبا جنت منها مبالغ كبيرة من المال.
في خريف عام 1786، أنشِئت شركة الهند الغربية السويدية في الجزيرة. أخبر غوستاف المستثمرين أنه يمكنهم توقع أرباح كبيرة في المستقبل. سمح لأي شخص يستطيع تحمل ذلك بشراء الأسهم، لكن غوستاف احتفظ بنسبة 10 بالمئة من الأسهم لنفسه، ما جعله أكبر مساهم. حصل الملك على ربع إجمالي أرباح الشركة وحصل المساهمون الآخرون على ثلاثة أرباع، على الرغم من أن الملك يمتلك 10 بالمئة فقط من الشركة.
في 31 أكتوبر من العام ذاته، قُدِّم خطاب امتياز لشركة الهند الغربية. مُنحت الشركة الحق في تجارة الرقيق بين أفريقيا وجزر الهند الغربية. تنص الفقرة 14 من الخطاب على ما يلي: «للشركة حرية ممارسة تجارة الرقيق في أنغولا والساحل الأفريقي، حيث يُسمح بذلك».
في 12 مارس 1790، أدخلت ضريبة جمركية ودستور جديد للجزيرة. صُمم كلاهما لجعل سان بارتيلمي ملاذًا لتجار الرقيق. أعطت القوانين الجديدة فرصًا مذهلة للتجار من جميع أنحاء العالم.
لم تكن هناك رسوم على العبيد المستوردين من أفريقيا إلى سان بارتيلمي: الاستيراد الحر للعبيد والتجارة مع العبيد السود أو ما يسمى بالزنوج الجدد من أفريقيا تُمنح لجميع الدول دون الحاجة إلى دفع أي رسوم عند التفريغ.
جاء الناس من جميع أنحاء منطقة البحر الكاريبي لشراء العبيد. فرضت الحكومة رسوم تصدير صغيرة على العبيد الذين بيعوا من سان بارتيلمي إلى مستعمرات أخرى. خُفضت هذه الرسوم إلى النصف بالنسبة للعبيد الذين استوردوا من أفريقيا على متن سفن سويدية، ما أدى إلى زيادة الأرباح لشركة الهند الغربية والتجار السويديين الآخرين.
نص الدستور الجديد على ما يلي: الحرية للجميع في سانت بارثولوميو الذين يعيشون ويصلون للتسليح وإرسال السفن والشحنات إلى أفريقيا لشراء العبيد في هذه الأماكن وبالتالي مسموح لجميع الدول. بهذه الطريقة يجب أن ينشأ فرع جديد للتجارة السويدية في أفريقيا وساحل غينيا.
في عام 1813، مُنحت السويد السيطرة على غوادلوب، وهي مستعمرة فرنسية قريبة كانت مؤقتًا تحت الاحتلال البريطاني. في عام 1814، مع سقوط نابليون، أعادت السويد الجزيرة إلى فرنسا.